# Megachile pyrrhogastra
Megachile pyrrhogastra är en biart som beskrevs av Cockerell 1913. Megachile pyrrhogastra ingår i släktet tapetserarbin, och familjen buksamlarbin. Inga underarter finns listade i Catalogue of Life.